# Andra andningen
Andra andningen är det jämviktsläge som upplevs vid konditionskrävande arbete, t.ex. löpning, då syreförbrukningen är lika stor som syreintaget, vilket för vuxna inträffar efter 2–4 min och hos barn efter ca 1 min. Pulsökningen i början av ett träningspass sjunker tillbaka och planar ut. Känslan då andra andningen inträder kan hos vissa upplevas som behaglig och kan likna den hos en "runner's high", med den mest uppenbara skillnaden att "runner's high" inträffar efter att loppet är över. Vissa forskare tror att den andra andningen är ett resultat av att kroppen hittar rätt balans av syre för att motverka uppbyggnaden av mjölksyra i musklerna. Andra hävdar att andra andningen beror på endorfinproduktion.
Tung andning under träning bidrar också till att ge kylning för kroppen. Efter en tid utvidgas venerna och kapillärerna och kylning sker mer genom huden, så mindre tung andning behövs. Ökningen av hudens temperatur kan kännas samtidigt som andra andningen äger rum.
Dokumenterade erfarenheter av den andra andningen går tillbaka minst 100 år, då det ansågs vara ett vanligt faktum att tillämpa. Fenomenet har kommit att användas som en metafor för att fortsätta med förnyad energi förbi den punkt som tros vara ens bästa, oavsett om det är i andra sporter, karriärer eller livet i allmänhet.
Ett utslag av andra andningen ses också i vissa medicinska tillstånd, såsom glykogenlagringssjukdom typ V. 

## Hypoteser

### Metabolisk växling
När icke-aerob glykogenmetabolism är otillräcklig för att möta energibehov, använder fysiologiska mekanismer alternativa energikällor som fettsyror och proteiner via aerob andning. Andra andningen-fenomen i metaboliska störningar som McArdles sjukdom tillskrivs denna metaboliska omkopplare och samma eller liknande fenomen kan förekomma hos friska individer (se symtom på McArdles sjukdom).

### Mjölksyra
Muskelträning samt andra cellulära funktioner kräver syre för att producera ATP och korrekt funktion. Denna normala funktion kallas aerob metabolism och producerar inte mjölksyra om tillräckligt med syre finns. Under tung träning som långdistanslöpning eller någon krävande träning är kroppens behov av syre för att producera energi högre än syret som tillförs i blodet från andning. Anaerob metabolism sker sedan till viss del i muskeln och denna mindre idealiska energiproduktion producerar mjölksyra som en avfallsmetabolit. Om syretillförseln inte snart återställs kan detta leda till ansamling av mjölksyra.
Vissa människors kroppar kan ta mer tid än andra att kunna balansera mängden syre de behöver för att motverka mjölksyran. Denna teori om den andra andningen menar att löpare genom att skjuta förbi smärt- och utmattningspunkten kan ge sina system tillräckligt med tid att värma upp och börja använda syret till sin fulla potential. Av denna anledning upplever välkonditionerade löpare på olympisk nivå i allmänhet inte en andra andning (eller de upplever det mycket tidigare) eftersom deras kroppar är tränade för att prestera ordentligt från början av loppet.
Idén om "korrekt tränad" idrottare fördjupar sig i teorin om hur en amatöridrottare kan träna sin kropp för att öka den aeroba kapaciteten eller aerob metabolism. Ett stort pådrag inför Ironman Triathlon i början av 1980-talet introducerade idén om pulsträning för att "lura" sin kropp att stanna i ett aerobt metaboliskt tillstånd under längre perioder. Denna idé är senare allmänt accepterad och införlivad i många Ironman Triathlon-träningsprogram.

### Endorfiner
Endorfiner anges som orsaken till känslan av eufori och välbefinnande som finns i många former av träning, så förespråkare för denna teori tror att den andra andningen orsakas av dessas tidiga frisättning. Många av dessa förespråkare anser att den andra andningen är mycket nära besläktad med - eller till och med utbytbar med – ”runner’s high”.